# Bernouil
Bernouil ist eine französische Gemeinde mit 116 Einwohnern (Stand 1. Januar 2022) im Département Yonne in der Region Bourgogne-Franche-Comté (vor 2016 Bourgogne). Sie gehört zum Kanton Tonnerrois und zum Arrondissement Avallon. 
Nachbargemeinden sind Dyé im Westen, Flogny-la-Chapelle im Norden, Marolles-sous-Lignières im Nordosten, Roffey im Osten, Vézinnes im Südosten und Vézannes im Südwesten.

## Bevölkerungsentwicklung
| Jahr      | 1962 | 1968 | 1975 | 1982 | 1990 | 1999 | 2008 | 2015 |
| --------- | ---- | ---- | ---- | ---- | ---- | ---- | ---- | ---- |
| Einwohner | 132  | 124  | 115  | 108  | 117  | 123  | 119  | 107  |

## Sehenswürdigkeit
- Kirche Saint-Jacques-le-Majeur, seit 1979 als Monument historique ausgewiesen

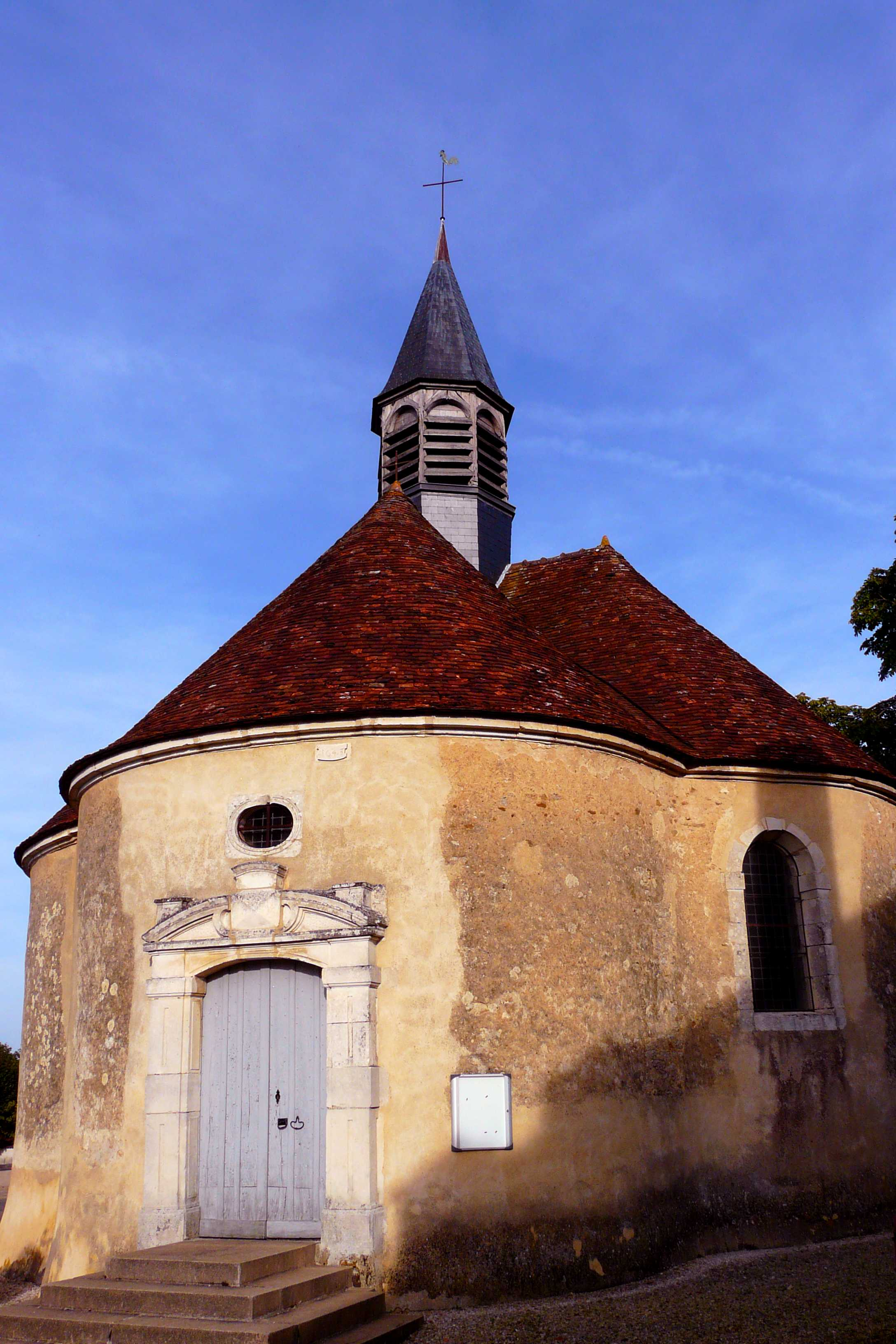
Kirche Saint-Jacques-le-Majeur